# Autostrada A4 (România)

Starea autostrăzilor și a drumurilor expres în România (decembrie 2024)

Autostrada A4 este o autostradă din România, ce reprezintă segmentul ocolitor al municipiului Constanța, parcurgând un traseu de 21,7 km de la Ovidiu (în nord-vest), pe la vest, până la Agigea, în sud. Ea a fost dată în folosință în anii 2011 și 2012, pe porțiuni. Astfel, începând cu luna iulie 2011, funcționează porțiunea dintre intersecția cu Autostrada A2 de lângă Valu lui Traian și cea cu DN39 de lângă Agigea, cu o lungime de 7 km (inclusiv bretele de legătură), iar din luna septembrie, încă 4 km între intersecția cu A2 și cea cu DN3. În 19 iulie 2012 s-a dat în folosință și porțiunea dintre DN2A (de la Ovidiu) până la DN3 (Valu lui Traian). Un ultim tronson, de aproximativ 2 km, care leagă nodul de la Agigea de Portul Constanța, a fost finalizat în iulie 2013.
Se dorește în viitor prelungirea ei spre sud cu un tronson care va duce, de-a lungul țărmului Mării Negre, până la granița sudică a României cu Bulgaria, nefiind însă stabilit dacă acel tronson urmează a fi considerat parte din A4 sau un drum separat. În toamna lui 2016 conducerea Companiei de Drumuri Naționale a lansat proiectul unui drum expres care să pornească din preajma extremității sudice a autostrăzii A4, care să ocolească lacul Techirghiol pe la est și care să facă legătura cu stațiunile de pe teritoriul municipiului Mangalia.

## Intersecții
| Intersecții (Nord–Sud)                |       |                                      |  |                            |
| Varianta de ocolire Constanța (22 km) |       |                                      |  |                            |
|                                       | km 0  | Ovidiu, Aeroportul Constanța         |  | deschis în iulie 2012      |
| Service area                          | km 3  | Parcare                              |  | în construcție             |
|                                       | km 5  | Poiana / Palazu Mare                 |  | deschis in 2020            |
|                                       | km 10 | Valu lui Traian / Constanța - Centru |  | deschis în septembrie 2011 |
|                                       | km 12 | A2 către Cernavodă, București        |  | deschis în iulie 2011      |
|                                       | km 19 | Constanța Sud / Eforie, Mangalia     |  | deschis în iulie 2011      |
|                                       | km 21 | Portul Constanța                     |  | deschis în iulie 2013      |